# Arcangela Canal

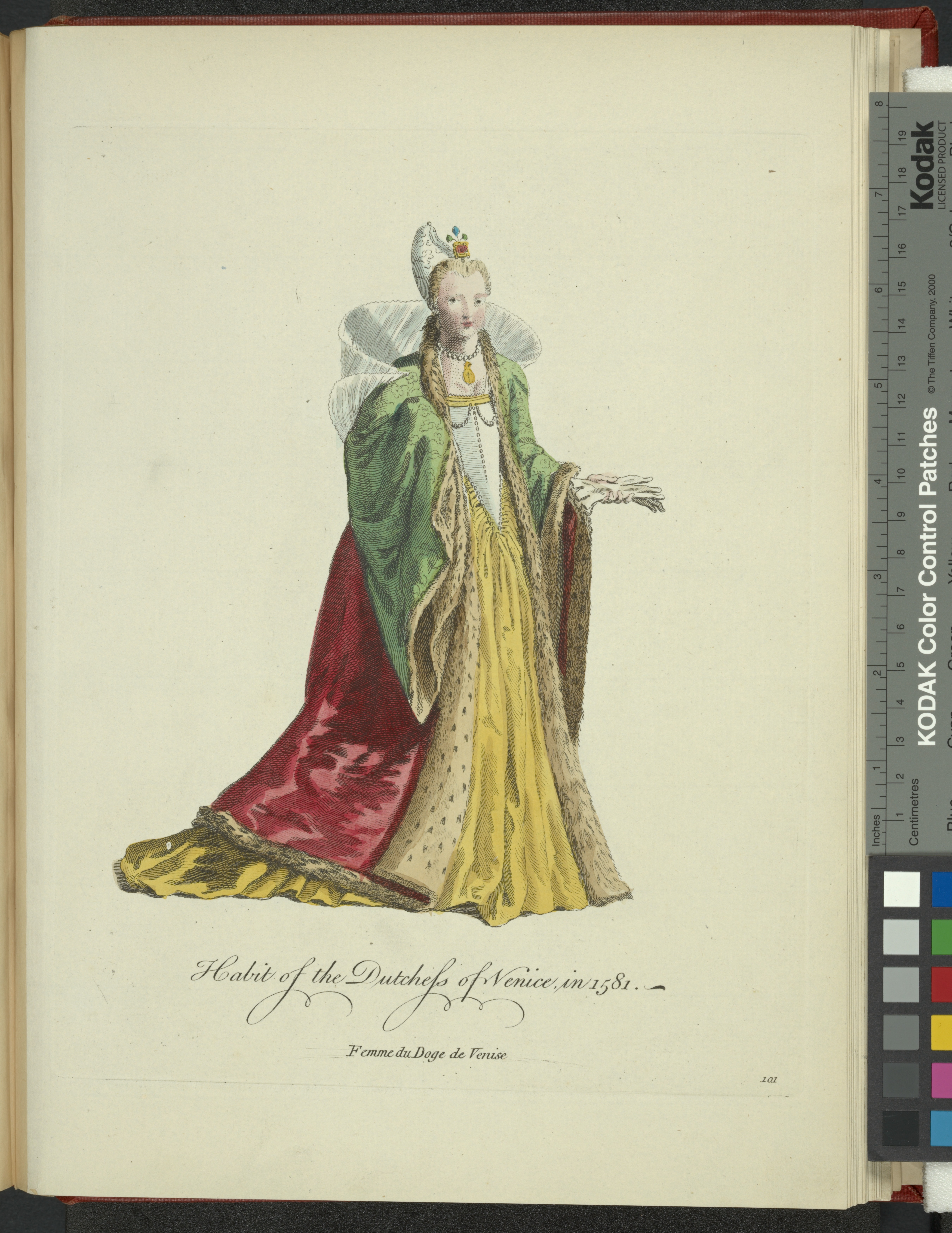
Der Datierung in das Jahr 1581 nach muss es sich um Arcangela Canal handeln, die im 18. Jahrhundert, als die Darstellung erschien, noch für eine Dogaressa gehalten wurde; infrage kommen aber auch Cecilia Contarini oder Loredana Marcello, die in den Jahren 1570 bis 1577 das Amt ausfüllten.

Arcangela Canal (* um 1500 in Venedig; † 1566 ebenda) war trotz ihrer Ehe mit Nicolò da Ponte, dem Dogen der Jahre 1578 bis 1585, nie Dogaressa der Republik Venedig, da sie spätestens zwölf Jahre vor seiner Wahl starb. Allerdings wurde sie bis ins 19. Jahrhundert in den entsprechenden Listen als Dogaressa geführt, und sie erscheint auch heute noch gelegentlich unter diesem Titel. Edgcumbe Staley nannte sie in seinem Werk The Dogaressas of Venice, erschienen 1910, unter dem Namen „Arcangela Canali“ als „consort“ des Dogen.
Arcangela Canal di Alvise di Luca entstammte einer der ältesten Familien Venedigs. Sie heiratete 1520 Nicolò da Ponte, mit dem sie zwei Kinder hatte, nämlich den 1526 geborenen Antonio sowie eine Tochter namens Paolina.
Im Rahmen der Heiratspolitik, die in den führenden Familien üblich war, heiratete Antonio 1542 Paola Mocenigo. Doch war Antonio im Jahr 1558 bereits nicht mehr am Leben. Antonio und Paola hatten aber zwei Kinder, die die Eltern überlebten: Die Tochter Paolina heiratete 1572 Gabriele Corner, und der Sohn Nicolò, dem sein Großvater, der Doge, zum Amt des Prokuratoren von San Marco verholfen hatte, wurde zu dessen Haupterben. Damit kam ihm das gewaltige großelterliche Erbe in vollem Umfang zu. Mit seinem 1590 aufgesetzten Testament endete diese Familienlinie.
Eine Quelle nennt eine „Paola Mocenigo“, von der allerdings nicht gesichert ist, ob es sich um die Schwiegertochter von Arcangela Canal handelt, da dort ein Ehemann mit dem Namen „Nicolo“ erscheint. Im Testament einer Lukina aus Traù nämlich, die dieses 1554 aufsetzte, weil sie sich auf eine Pilgerreise (nach Jerusalem?) begeben wollte, erscheint die Erblasserin, die im Hause Priuli arbeitete. Auch erscheint darin eine „Maria Bresana camariera de Madonna Paola Mocenigo“, die Lukina ebenfalls bedachte. Die recht vermögende Lukina hinterließ dabei alltagspraktische Dinge aus ihrem Eigentum, wie Kleidungsstücke, aber auch Geldbeträge, die insgesamt mehr als 100 Dukaten ausmachten. Dabei bedachte sie neben Einrichtungen der Armenfürsorge vor allem Menschen ihres eigenen Standes. Jener Maria und der Köchin des Hauses, einer Adriana, hinterließ sie jeweils fünf Dukaten.
Arcangela Canal, manchmal auch da Ponte genannt, wurde in der Kirche Santa Maria della Carità beigesetzt.